# William Joyce
William Brooke Joyce, född 24 april 1906 i Brooklyn i New York, död 3 januari 1946 i Wandsworth i London, var en amerikanskfödd brittisk fascistpolitiker och propagandist för Nazityskland under andra världskriget, mest känd som en av rösterna bakom smeknamnet Lord Haw-Haw. Han dömdes för tre fall av högförräderi mot Storbritannien och avrättades. Dödsdomen var mycket omstridd då man ifrågasatte om en stat hade rätt att döma någon för högförräderi om man inte var medborgare i det land som brottet riktade sig mot. Joyce var nämligen amerikansk medborgare.

## Unga år
William Joyce föddes i Brooklyn, New York av en protestantisk mor och katolsk far av irländsk härkomst. Några år efter Williams födsel återvände familjen till Galway, Irland. Han studerade på ett jesuitiskt college men trots faderns och Williams katolska troende var de ändå unionister. Joyce påstod själv att han även kämpat för Black and Tans, en paramilitär organisation som bekämpade IRA. 1921 flyttade William till England där han började college i Wimbledon. Han skrev även in sig vid Royal Worcester Regiment men blev utesluten då det visade sig att han ljugit om sin ålder. Efter det sökte han in vid Birkbeck college, University of London. Där utvecklades även intresset för fascism.

## British Union of Fascists

BUF:s flagga

1923 blev han medlem i British Fascists och deltog i gatustrider mot kommunister. Han fick i samband med dessa sin mungipa uppskuren till örat, något som lämnade ett ärr för resten av livet. Efter fascistpartiets upplösning var Joyce en tid borta från politiken. 1932 blev Willian Joyce medlem i British Union of Fascists (BUF) där han efter ett tag blev en av huvudtalarna. 1934 blev han befordrad till vice ordförande och även propagandachef vid BUF. Oswald Mosley, ordförande för BUF, sparkade 1937 Joyce från sin position när organisationsledningen bantades. William lämnade då organisationen.
Tillsammans med John Beckett grundade han då ett eget parti. National Socialist League. Sedan Beckett september 1938 lämnat partiet var Joyce ensam kvar i ledningen.

## Lord Haw-Haw

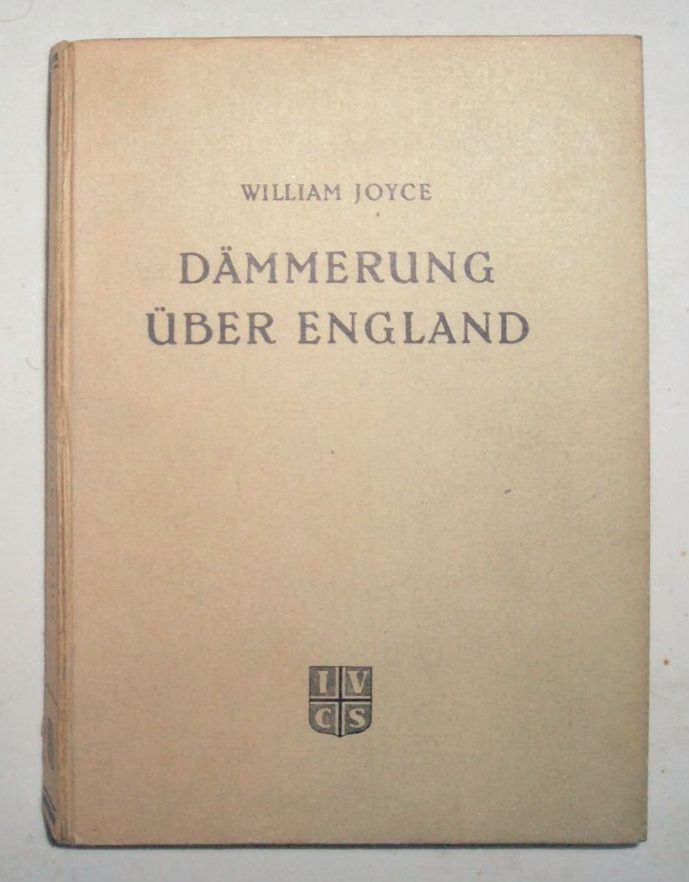

1939, kort efter andra världskrigets utbrott flydde Joyce och hans fru Margaret till Tyskland då han fick veta att han skulle interneras på grund av sina tidigare aktiviteter inom BUF. Han hade svårt att få jobb men fick chansen att provtala för Rundfunkhaus i Berlin som var propagandacentralen för Nazityskland. Trots en kraftig förkylning där han hade talsvårigheter fick han jobbet som radiopratare och manusskrivare för tyska radions englandsavdelning.
Namnet Lord Haw-Haw of Zeesen gavs först till Wolf Mittler (eller eventuellt Norman Baillie-Stewart) av den brittiska tidningen Daily Express men när Joyce blev den mest kända propagandaprataren gavs namnet till honom. Joyce blev mer och mer populär, men var anonym ända fram till han presenterade sig med sitt namn. Därefter kom hans program att presenteras med "William Joyce, otherwise known as Lord Haw-Haw". Joyce var även inblandad i svart propaganda där man låtsades vara en radiostation som sände olagligt inom Storbritanniens gränser.
Runt 1940 hade Lord Haw-Haw cirka sex miljoner trogna lyssnare i Storbritannien. Varje sändning började med orden "Germany calling, Germany calling, Germany calling". Antalet lyssnare berodde på att man ville få mer information från den tyska sidan som man inte fick på grund av censuren i BBC. Sändningarna innehöll bland annat uppmaningar till befolkningen i Storbritannien att ge upp och att det fanns inget att kämpa för.
Vid sidan om radiojobbet skrev även Joyce propaganda som spreds bland krigsfångar. Han skrev även en bok, Twilight Over England som bekostades av det tyska propagandaministeriet och var ett skarpt angrepp mot den "judiska kapitalismen" i Storbritannien. William Joyce förärades två förtjänstkors (I. och II.klass) av Adolf Hitler. De möttes dock inte personligen.
William Joyce sände sista gången 30 april 1945 och avslutade med Es lebe Deutschland, Heil Hitler and farewell (Svenska: ”Länge leve Tyskland, Heil Hitler och farväl”).

## Efterspel
William Joyce tillfångatogs i krigets sista dagar i Flensburg nära Danmark. Han togs till London där han anklagades för tre fall av högförräderi. I den följande rättegången togs hans amerikanska medborgarskap upp. Med det skulle han bli fri på de två första åtalspunkterna men åklagaren lyckades få en fällande dom på tredje punkten då William även hade ett brittiskt pass och därför skulle visa trohet mot den brittiska tronen. Han dömdes till döden 19 september 1945.
Domen överklagades bland annat med argumentet att även om William Joyce innehade ett brittiskt pass så gällde hans amerikanska medborgarskap.
Överklagandet avslogs och 3 januari 1946, 39 år gammal, hängdes William Joyce i Wandsworthfängelset. Enligt vissa källor ska ärret som Joyce hade på kinden ha spruckit upp på grund av trycket när snaran drogs åt i fallet i galgen. Han lades i en omärkt grav på Arbour Hill Cemetery utanför Dublin. 1976 fick han ett kors med namnet rest på sin grav.